# Кад чујеш звона
Кад чујеш звона је југословенски филм из 1969. године. Режирао га је Антун Врдољак, а сценарио су писали Иван Шибл и Антун Врдољак.

## Радња
Прва година рата. Три села у суседству и три различите вере. Звоне три звона вечерње и јутрење у миру док рат не претвори три бога у три ножа. Уз унутрашње отпоре, заједнички непријатељ ће ујединити али и избрисати предрасуде.

## Улоге
| Глумац            | Улога                      |
| ----------------- | -------------------------- |
| Павле Вуисић      | Гара                       |
| Борис Бузанчић    | Вјеко                      |
| Вања Драх         | Макс                       |
| Борис Дворник     | Кубура                     |
| Изет Хајдархоџић  | Никола                     |
| Антун Налис       | Чарлс / Топник             |
| Фабијан Шоваговић | Мићан                      |
| Бранко Шпољар     | Командант Батаљона         |
| Ивица Видовић     | Мехо                       |
| Бранка Врдољак    | Марија                     |
| Мирко Боман       | Партизан                   |
| Стево Крњајић     | Јокан                      |
| Звонимир Ференчић | Возач немачког камиона     |
| Наташа Маричић    | Девојка у црвеној мајици   |
| Миња Николић      | Жена којој је побегло дете |
| Тихомир Поланец   | Стражар / рањеник          |
| Зоран Тадић       |                            |
| Владимир Бачић    | Партизан с тророгом капом  |
| Марко Врдољак     | Партизан                   |
| Антун Врдољак     | Заповједник                |

## Награде
Филм је освојио следеће награде:
- Пула 69' - Златна арена за мушку улогу Борису Дворнику; Златна арена за камеру Франи Водопивц
- Награда Јелен недељника ВУС
- Златни венац недељника Студио Антуну Врдољаку као најуспјешнијем дебитанту
- Москва 69' - Велика сребрна медаља
- Ниш 69' - Плакета Ћеле кула (2. награда) Борису Дворнику